# Marie-Françoise Hervieu
Marie-Françoise Hervieu (20 gennaio 1972) è una schermitrice canadese.

## Palmarès
In carriera ha conseguito i seguenti risultati:
- Giochi Panamericani:

Mar del Plata 1995: bronzo nel fioretto a squadre.